# Мещанінов Олександр Іванович
Олекса́ндр Іва́нович Мещані́нов (Мєщанінов, рос. Александр Иванович Мещанинов; *16 серпня 1879, Путивль Курської губернії — 1 січня 1969, Харків, УРСР) — сумський повітовий комісар (1917), медик, доктор медичних наук, професор; жив і працював у Харкові, понад 30 років очолюючи кафедру хірургії Харківського інституту удосконалення лікарів.

## Біографічні відомості
Олександр Іванович Мещанінов народився 16 серпня 1879 року в Путивлі Курської губернії.
Рано залишився без батька, з великими труднощами здобув середню освіту і вступив на медичний факультет Київського університету, який закінчив у 1904 році. Через півроку почалася російсько-японська війна, і він опинився в Манчжурії. Після демобілізації три роки працював ординатором у лікарні св. Анни російського товариства Червоного Хреста в Єлисаветграді, а згодом перейшов і на самостійну роботу хірургом у селі Петрове, а звідти в повітову лікарню Олександрії.
Працюючи у Петрівській земській лікарні, він за зразком єлисаветградського зробив там водопровід, каналізацію, водяне опалення.
Багато уваги приділяв питанням асептики й антисептики, застосовував нові засоби, що сприяють поліпшенню протікання процесу загоювання ран. Широко популяризував застосування «зеленки» для обробки операційного поля. Виконав багато операцій на шлунково-кишковому тракті. Свій оригінальний оперативний метод лікування ран шлунка узагальнив у доповіді, з якою виступив на Всесоюзному з'їзді хірургів, а згодом надрукував у хірургічному журналі. За час роботи й Олександрійському та Єлисаветградському земствах підготував понад тридцять сестер милосердя.
Проводив санітарно-просвітницьку роботу серед населення, боровся проти знахарства. В Олександрії був організатором і головою наукового лікувального товариства.
За час роботи в Петровому й Олександрії написав 15 праць з актуальних питань медицини і хірургії.
У 1919 році був обраний головним лікарем і завідувачем хірургічного відділення лікарні № 9 на Холодній Горі. Відтак, у 1919—57 роках працював у Харківському інституті удосконалення лікарів на посаді завідувача кафедри, де підготував понад 500 фахівців.
У 1935 році О. І. Мєщанінову було присвоєно звання професора, а у 1936-му — вчений ступінь доктора медичних наук.
У роки окупації Харкова під час II Світової війни О. І. Мещанінов, разом із групою однодумців, видавав фальшиві посвідчення про особу радянським віськовополонением, які направлялися німецькими власятми на лікування до шпиталю. Мещанінов також брав участь у організації спеціального лазарету у таборі для віськовополонених у Харкові. Після війни це дало підстави для широко висвітлюваного у місцевій радянській пропаганді переповіді про «подвиг лікаря». Обрастаючи все менш правдоподібними подробицями, до 1990-х рр. кількість спасених досягла цифри в 2500 чоловік.
Відстоював необхідність озеленення міста та підтримання здорових екологічних умов для проживання.
Професор був удостоєний високої урядової нагороди — ордена Трудового Червоного Прапор та ряду медалей.
Помер Олександр Іванович Мещанінов 1 січня 1969 року.
Ім'ям професора названо провулок у Харкові, де розташована лікарня № 9, а лікарні швидкої невідкладної допомоги в день її відкриття 20 травня 1977 року присвоєно ім'я О. Мещанінова.

## Наукова спадщина
Перші наукові праці О. Мещанінов опублікував ще до Жовтневої революції (1917). Згодом його статті систематично з'являлися у «Врачебном деле», «Новом хирургическом архиве», «Вестнике хирургии» та інших спеціалізованих часописах.
Під його керівництвом виконано чотири кандидатські і одна докторська дисертація, написано близько 100 наукових праць. Неодноразово обирався делегатом всесоюзних і республіканських з'їздів та конференцій лікарів.